# 1801-es processzorcsalád
A 1801, vagy másként a 1801VMx, K1801VMx (cirill betűkkel: 1801ВМx) jelű sorozat egy szovjet fejlesztésű 16 bites mikroprocesszor-család, melynek gyártása 1980-ban kezdődött és napjainkban is tart. A sorozat a belső (szovjet) fejlesztésű Elektronika NC architektúrából alakult ki, és binárisan kompatibilis a DEC PDP–11-es gépcsalád processzoraival.
Kifejlesztésénél az eredeti cél egy egylapkás mikrovezérlő-típus megalkotása volt, amely a (cirill betűs) 1801ВЕ1 jelölést kapta.
Ez az Elektronika Kutatóintézet saját fejlesztése, a K587 bitszelet-technikájú processzor-csipkészlet továbbfejlesztésén alapult
és a lapkát egyéb perifériákkal is bővítették, pl. RAM, ROM, timer. Később a K587-es architektúrát rendeletileg a PDP–11 kompatibilis utasításkészlet váltotta fel, amely így is maradt a sorozat későbbi tagjaiban.
Első modellje 1980-ban jelent meg, ám azóta rengeteg változata készült és a legnépszerűbb szovjet mikroprocesszorok egyike.
A Szovjetunióban az 1980-as években ez a processzortípus uralta a beágyazott rendszerek és a katonai alkalmazások területét,
de egyéb területeken is felhasználták, pl. grafikus számológépekben (Elektronika MK-85), ipari CNC gépekben (Elektronika NC sorozat),
legközismertebb alkalmazása azonban a sokféle szovjet általános célú mini- és mikroszámítógépekben volt, pl. az SzM EVM, DVK, UKNC és Elektronika BK (БК: бытовой компьютер, otthoni számítógép) sorozatokban.
A DVK gépek processzoraként szerepet játszott a UNIX világ Szovjetunióbeli térhódításában is. Az IBM PC elterjedése kiszorította a piacról (a mikrogépek szinte teljes elsöprése mellett), történetének késői szakaszában a BK demo-gépekben használták tovább.
Közvetlen nyugati analógja nincs. A leginkább hasonló processzor az egylapkás DEC T–11, de az egyezés nem teljes; emellett a T–11-nek van egy teljes klónja is, a K1807VM1 (К1807ВМ1) jelű. A másik közel hasonló az LSI–11/03 csipkészlet (LSI áramkörökkel felépített áramköri panelek, ezekből épül fel a PDP–11/03 mikrogép) – ennek megfelelője volt az Elektronika-60 (ipari mikrogép), ám ettől eltérően a K1801 mikroprocesszorok egylapkás felépítésűek.
A processzorokat az Angsztrem (Zelenográd) és az Eksziton (Pavlovszkij Poszad) vállalatok üzemeiben gyártották.
Később az UKNC iskolaszámítógépek gyártása érdekében a KM1801VM2 (КМ1801ВМ2) processzor gyártása megindult Szolnyecsnogorszkban is.

## Fejlesztés
Az 1801 sorozatú processzor-rendszerek fejlesztésének története az 1970-es években kezdődött, mikor egy mérnökcsoport a D. I. Jugyickij vezette zelenográdi Speciális Számítóközpontban (Специальный вычислительный центр, СВЦ) kifejlesztette első 16 bites mikroszámítógépét, az Elektronika NC-1-et (ez volt egyben az első szovjet fejlesztésű egykártyás mikroszámítógép). Ez a gép, amelyet közvetlenül az SzM EVM sorozat konkurensének szántak, 1973-ban készült el, processzora a 4 bites K587-es csipkészlet elemeiből épült fel, amelyet gyakran az első szovjet mikroprocesszornak is neveznek. Leszármazottai népszerűek lettek, széles körben alkalmazták különböző vezérlő- és távközlési rendszerekben. A processzorok bitszelet-technikájú felépítéséből következett ezek nehézkes alkalmazása, különösen katonai téren, így felmerült az igény az egylapkás processzorok iránt.
1980-ban az első 1801-es CPU-t szánták ennek a résnek a betöltésére, a K1801VE1 modell gyártásba került. Ez lényegében egy mikrovezérlő volt, melynek lapkáján a processzor mellett 256 bájt RAM, 2 KiB ROM és egyéb perifériavezérlő áramkörök kaptak helyet; bár még mindig az Elektronika NC utasításkészletén alapult, de már kompatibilisé tették a DEC Q-Bus sín szovjet másolatával, ami bevett ipari szabvánnyá vált akkorra. A periféria-áramköröket az ipar nem tudta kihasználni, emiatt mikrovezérlő helyett inkább általános célú processzorként használták. Ez maga után vonta a csip egyszerűsítését, tehát a felesleges egységeket eltávolították a lapkáról. Ekkorra azonban a Speciális Számítóközpont, a processzor gazdaszervezete, elvesztette az aktuális hatalmi játszmát (ami egyébként az egész szovjet ipart átjárta).
A szovjet ipar bürokratikus rendszerében a döntéseket gyakran nem a gazdasági érdekek határozták meg, hanem a különböző szervezetek és hivatalnokok hatalmi játszmáinak eredménye. Ez vezetett, szakmai téren elért sikerei ellenére, a Speciális Számítóközpont hirtelen feloszlatásához is. Míg a központ munkatársainak fenntartásai voltak a nyugati technológia visszafejtésével és lemásolásával szemben, az Elektronikai Ipari Minisztérium e mellett, az igényeket gyorsabban és biztonságosabban kielégítő módszer mellett döntött. A Speciális Számítóközpont 1976-ban fel lett oszlatva, technológiai bázisát az Angsztrem vállalat vette át, néhány laboratóriuma a Precíziós Technológiai Kutatóintézethez (NII TT, НИИ точной технологии, НИИ ТТ) került, amelynek nem igazán volt ezekre szüksége, míg más laboratóriumok a frissen létrehozott Tudományos Központ tudományos-ipari egyesülésbe (NPO NC) olvadtak be.
Ez a hirtelen átszervezés okozta az Elektronika NC platform feladását – ez a platform csak az NC-1 gépen alapuló CNC gépekben élt tovább, amelyek közül néhányat még ma is használnak –, és a PDP–11 kompatibilitás kvázi-szabványként való elfogadását – ezt PDP fordulat-ként is emlegetik az orosz irodalomban. Így tehát az új, egyszerűsített CPU mikrokódját újratervezték és kompatibilissé tették az LSI–11 utasításkészlettel. Az új processzor 1982-ben készült el és a K1801VM1 jelölést kapta. Ezt egészítette ki a 600 kapus KR1801VP1 kapumátrix, amelyet különféle támogató áramkörök megvalósítására használtak, a 64 
kibibites KR1801RE2 ROM csip, és a 64 kibibites K573RF3 EPROM. Ezek együtt alkották az 1801-es család első széles körben alkalmazott generációját.

## Technikai tulajdonságok
A családba tartozó összes CPU az Elektronika NC mikroarchitektúrán alapuló, egylapkás, 16 bites mikroprocesszor; a család egyetlen tagja, az első K1801VE1 mikrovezérlő a többitől eltérő egyedi utasításkészlettel rendelkezik. A többi felújított mikrokódot kapott, amely az LSI-11 architektúrát szimulálja. Az egyes modellek különböznek órajelükben, utasításkészletük bizonyos részleteiben (az első modellekből pl. hiányzott a MUL és a DIV utasítás, és nem minden processzorban vannak meg ugyanazok a kiterjesztett utasítások), tokozásban és a címsín szélességében (a késői modellek már 22 bites címzést tettek lehetővé).

### K1801VE1
- Utasításkészlet: Elektronika NC
- Gyártástechnológia: NMOS
- Sín: Q-bus, multiplexelt
- Órajel: 100 kHz — 2 MHz
- Tokozás: 42 lábú keramikus planár, a CERDIP és SOIC közötti átmenet
- Mikrovezérlő
  - RAM: 256 bájt (128 16 bites szó)
  - ROM: 2 KiB (1024 16 bites szó)

### K1801VM1

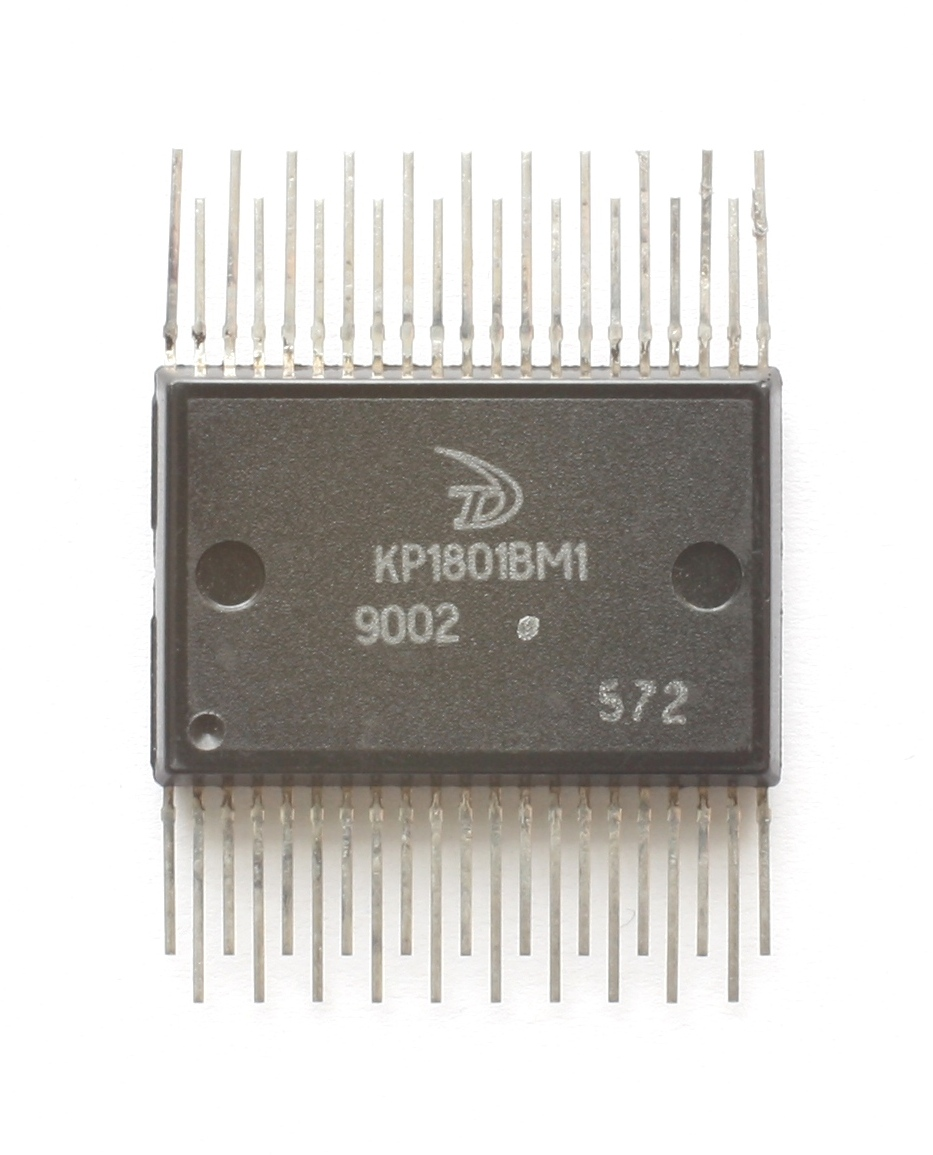
K1801VM1.

- Utasításkészlet: LSI-11 (nem tartalmazza az EIS kiterjesztett utasításkészletet)
- Gyártástechnológia: NMOS
- Lapkaméret: 5×5 mm, 50000 tranzisztor
- Sín: МПИ (Q-Bus, multiplexelt)
- Órajel: 100 kHz — 5 MHz
- Tápfeszültség: +5 V
- Fogyasztás: 1,2 W
- Tokozás: 42 lábú keramikus planár

### K1801VM2

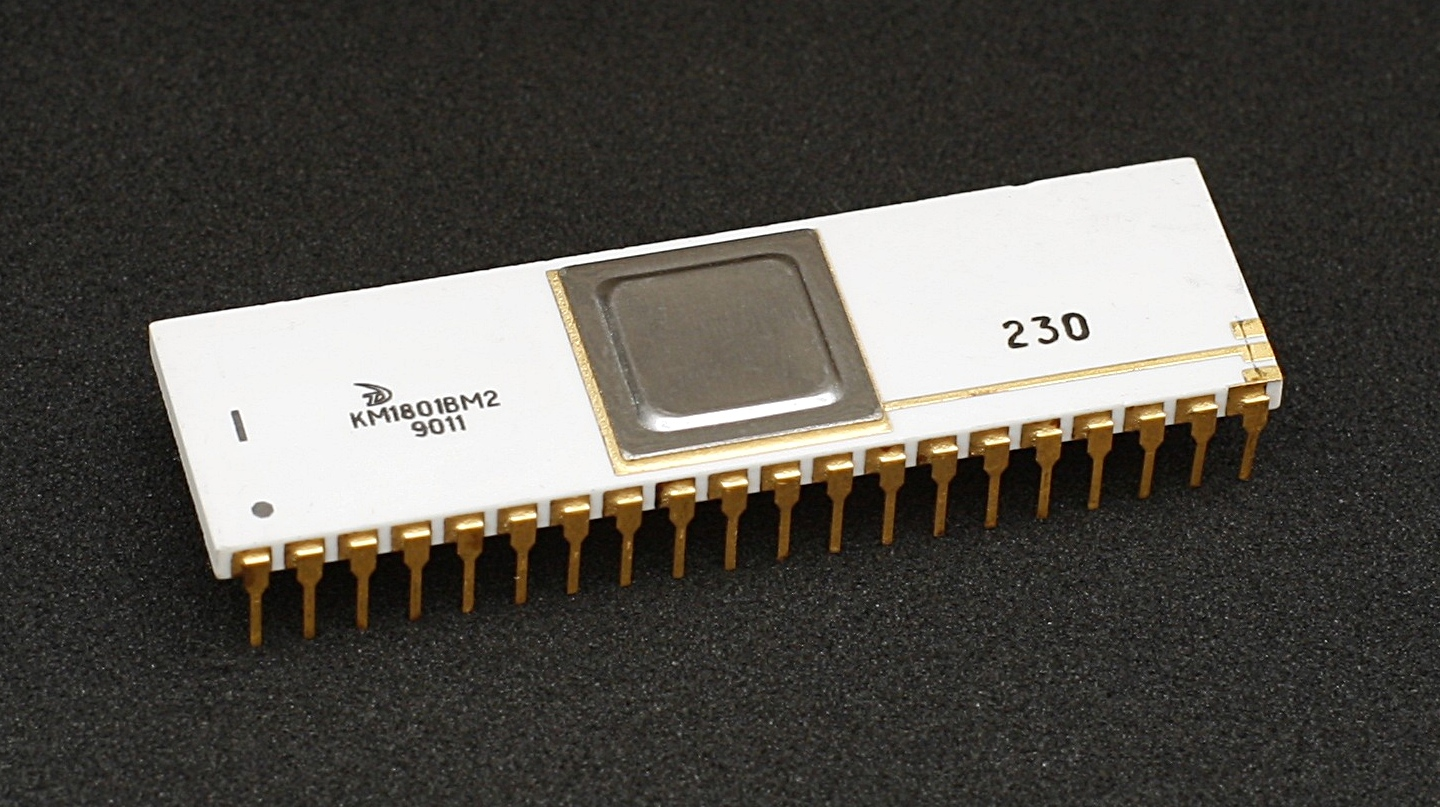
KM1801VM2

- Utasításkészlet: LSI-11 (MUL/DIV értelmezett, a FIS lebegőpontos utasításkódokat ROM megszakítás-rutinok végzik)
- Gyártástechnológia: NMOS
- Lapkaméret: 5,3×5,35 mm, 120000 tranzisztor
- Sín: МПИ (Q-Bus, multiplexelt)
- Órajel: 2 – 10 MHz
- Tápfeszültség: +5 V
- Fogyasztás: 1,7 W
- Tokozás: 40 lábú CERDIP(KM1801VM2)/PDIP(KR1801VM2)

Két külön címtere van, amelyek közt képes gyorsan átváltani. Ezt a FIS lebegőpontos utasításkészlet megvalósítására használták fel, amelyeket nem mikrokóddal oldottak meg, hanem az árnyék-ROM-ban implementált megszakításkezelőkkel.

#### UR1801VM2
Katonai változat, megváltoztatott tűréshatárokkal, PDIP tokozású.

#### 1806VM2 (N1806VM2)
- Gyártástechnológia: CMOS
- Órajel: 0 – 5 MHz
- Tápfeszültség: +5,5 V

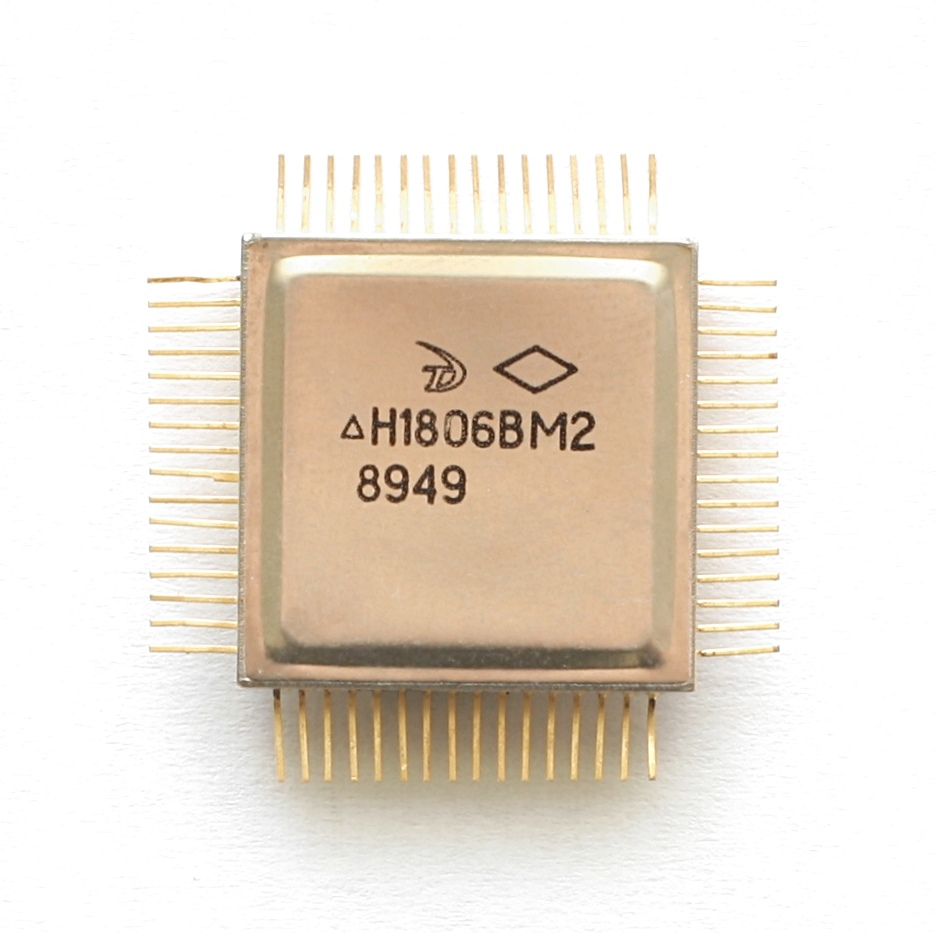
N1806VM2

- Tokozás: 42 lábú keramikus planár (1806VM2) or 64 lábú CQFP (N1806VM2)

#### T36VM1-2 (KA1013VM1)
Mikrovezérlő. Az 1806-os magot tartalmazza, a lapkán kialakított ULA tömbökkel megvalósított támogató logikával együtt. Van benne billentyűzetvezérlő, UART, párhuzamos interfész, memóriakezelő, watchdog timer és teljesítményvezérlő (power management unit, PMU) egység. Külső memóriát kezel.

### K1801VM3 (N1801VM3)

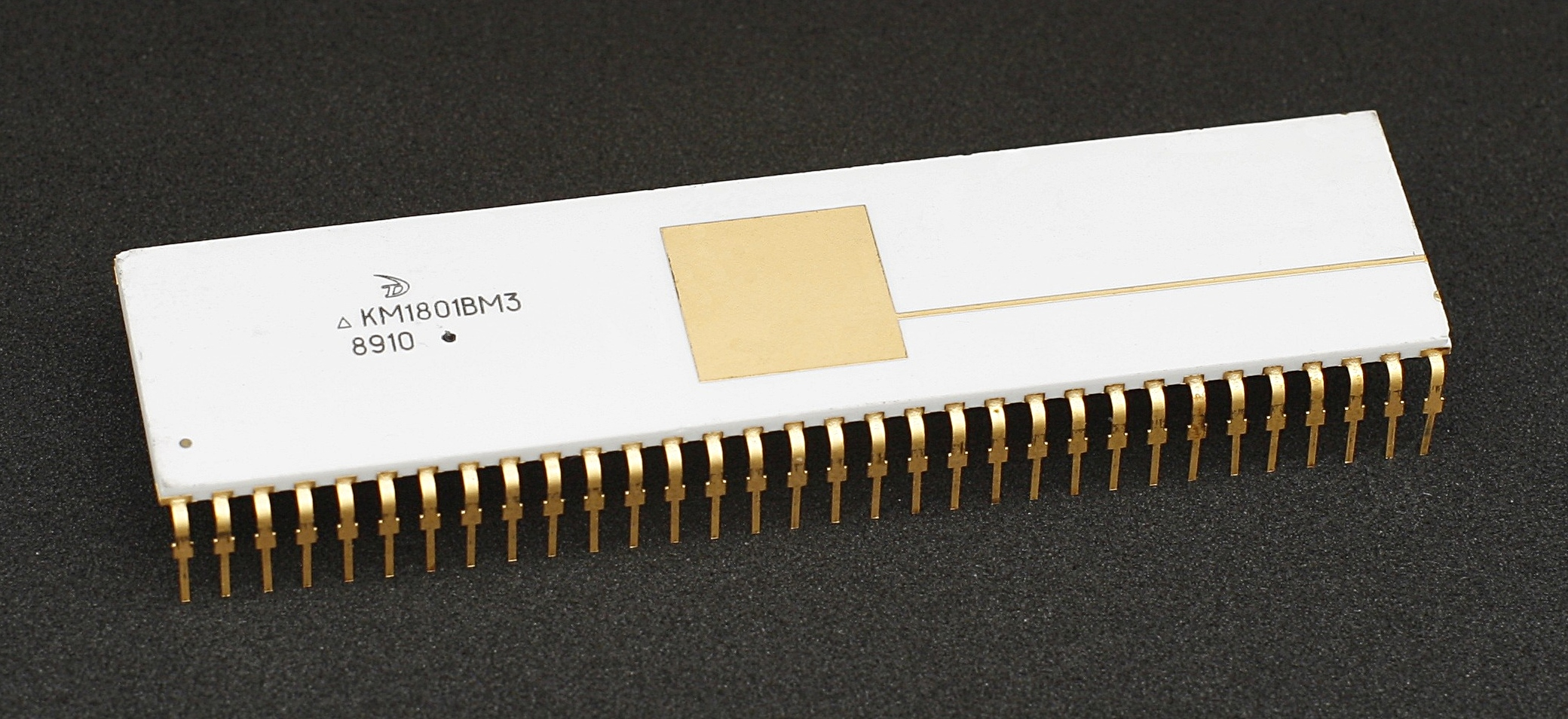
KM1801VM3, egy későbbi CERDIP kiépítésű csip

- Utasításkészlet: LSI-11 (EIS és MMU megvalósítva)
- Gyártástechnológia: NMOS
- Lapkaméret: 6,65×8 mm, 200 000 tranzisztor
- Sín: МПИ (Q-Bus, multiplexelt)
- Órajel: 4 – 6 MHz, 8 MHz 1991-től
- Tápfeszültség: +5 V
- Fogyasztás: 1,7 W
- Tokozás: 64 lábú CERDIP(K1801VM3)/64 lábú CQFP(N1801VM3)
- Címsín: 22 bites
- Támogatja lebegőpontos társprocesszor használatát

### KA1801VM4 (KN1801VM4)

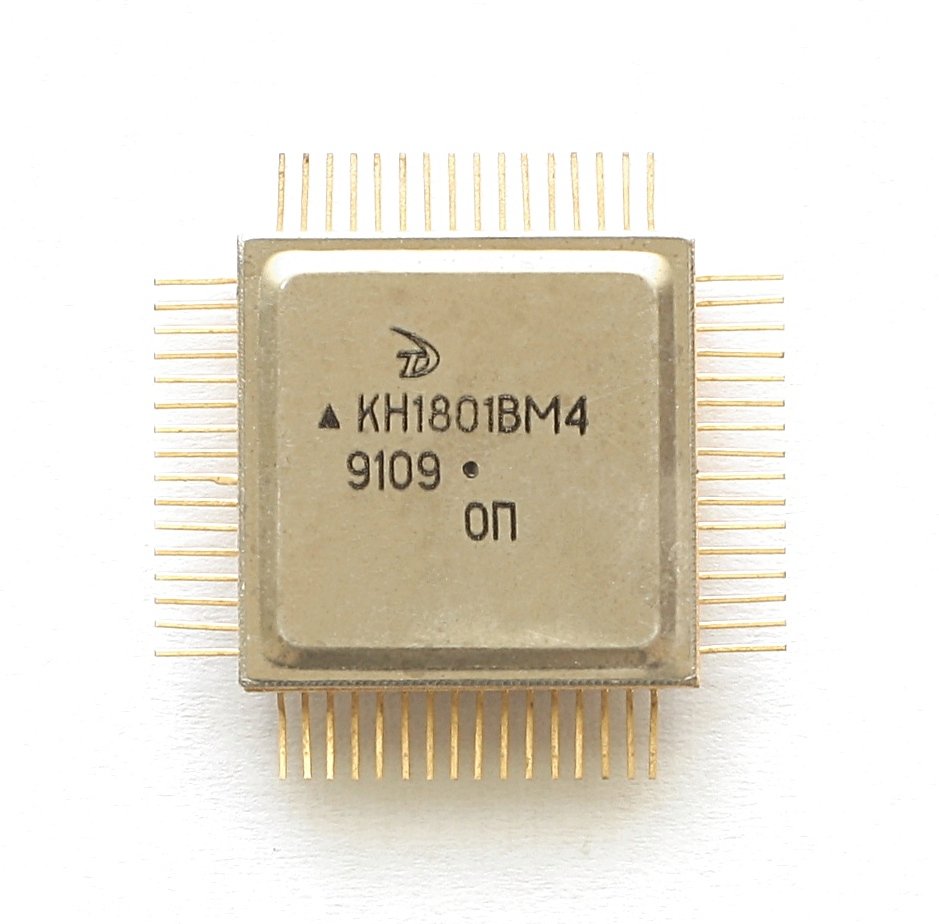
KN1801VM4 mérnöki minta

Lebegőpontos koprocesszor / társprocesszor a VM3 számára, 32/64 bites, órajele 6 MHz (8 MHz 1991 után)
- Egyes DEC PDP-11 FPU utasítások: LDUB, LDSC, STA0, STB0 és STQ0 nem implementáltak.

## Felhasználás
A CPU-kat az alábbi eszközökben használták:
- Szojuz-Neon PC-11/16 PC (N1806VM2 csippel), teljesítménye az IBM PC AT gépéhez hasonló
- DVK professzionális mikrogép sorozat
- UKNC iskolaszámítógépek (KM1801VM2 csip)
- BK otthoni számítógépek (KM1801VM1)
- Elektronika NC-31 eszterga-vezérlő CNC
- "Romaska" elektronikus írógép
- Különféle katonai és ipari alkalmazások